# Léon Gérard
Léon Léopold Joseph Simon Gérard (Luik, 3 september 1840 - aldaar, 29 april 1922) was een Belgisch liberaal politicus en burgemeester.

## Levensloop
Gérard was van opleiding mijningenieur en werd beroepshalve industrieel.
Voor de Liberale Partij werd hij in 1872 verkozen tot gemeenteraadslid van Luik, waar hij van 1886 tot 1890 schepen van Financiën en van 1891 tot 1900 burgemeester was. Van 1893 tot 1894 zetelde hij bovendien voor het arrondissement Luik in de Kamer van volksvertegenwoordigers.
Als militant van de Waalse Beweging was hij van 1897 tot 1898 de voorzitter van de Ligue wallonne van Luik.